# Господин Мышь
Господин Мышь (фр. Monsieur La Souris) — французская криминальная драма 1942 года, поставленная режиссером Жоржем Лакомбом, с актёром Ремю в главной роли. Экранизация одноименного романа Жоржа Сименона 1937 года. В американский прокат вышла под названием «Полночь в Париже» (англ. Midnight in Paris).

## Сюжет
Антонин Раматель, известный как «Месье Мышь», доброжелательный старый клошар, бывший преподаватель сольфеджио, разоренный женщиной, работает портье в кабаре. Он находит труп в машине. Пока он размышляет, кому бы сообщить о находке, машина отъезжает. Мышь подбирает кошелек, содержимое которого — большая сумма денег — сдаёт в полицию, надеясь получить деньги обратно через год и один день. Далее его ждут необыкновенные приключения: он встретится с банкирами и филателистами, получит удар по голове, послужит приманкой для поимки убийцы и сможет опознать его после своего похищения. Все эти испытания не принесут ему ни копейки; осознание этого факта разозлит его.

## О фильме
Картина снималась на юге Франции, на территории, подконтрольной коллаборационистскому режиму Виши. Фильм Лакомба стал одной из девяти картин, снятых по произведениям Сименона в годы нацистской оккупации Франции, — популярность сименоновского материала в кинематографе вишистской эпохи связывается некоторыми с присущей детективам писателя разочарованностью в человечестве. Для исполнителя главной роли Ремю, в свою очередь, картина «Господин Мышь» стала одной из переломных, поскольку от изображения мощных и мужественных личностей он перешёл к созданию образов людей, чей социальный и личностный статус поставлен под сомнение. Тем не менее, критик Роже Режан отмечал уже после смерти артиста, что роль Рамателя знаменовала для Ремю возвращение к мощной игре его прежних дней.